# Viscum fargesii
Viscum fargesii är en sandelträdsväxtart som beskrevs av Paul Lecomte. Viscum fargesii ingår i släktet mistlar, och familjen sandelträdsväxter. Inga underarter finns listade i Catalogue of Life.